# 올란도 (영화)
《올란도》(영어: Orlando)는 1992년 개봉한 영국의 시대극 영화이다. 샐리 포터가 감독과 각본을 맡았으며, 버지니아 울프의 동명 소설이 영화의 원작이다.
제49회 베네치아 국제 영화제 황금사자상 경쟁작이다.

## 출연진
- 틸다 스윈턴 - 올랜도 역
- 빌리 제인 - 셸머딘 역
- 로테르 블뤼토 - 칸 역
- 존 우드 - 해리 대공 역
- 샤를로트 발랑드레 - 사샤 공주 역
- 헤스컷 윌리엄스 - 닉 그린 / 출판업자 역
- 퀜틴 크리스프 - 엘리자베스 1세 역
- 톰 호프만
- 지미 서머빌
- 사이먼 러셀 빌
- 토비 스티븐스
- 토비 존스

## 우리말 녹음
KBS 성우진 (1998년 9월 13일)
- 송도영 - 올랜도 (틸다 스윈턴)
- 김세한 - 셸머딘 (빌리 제인)
- 박민아 - 엘리자베스 여왕 (퀜틴 크리스프)
- 정기항 - 해리 대공 (존 우드)
- 함수정 - 사샤 (샤를로트 발랑드레)
- 구자형 - 칸 (로테르 블뤼토)
- 주호성
- 김정호
- 조동희
- 김혜미
- 이재용